# NGC 733
NGC 733 je zvijezda u zviježđu Trokutu.

## Vanjske poveznice
- SEDS: NGC 733